# Flavia Lattanzi
Flavia Lattanzi (Addis Abeba, 4 ottobre 1940) è una giurista e giudice italiana.
Professoressa ordinaria di diritto internazionale alla Facoltà di Economia dell'Università degli Studi Roma Tre e giudice ad litem al Tribunale penale internazionale per il Ruanda (dal 2003 al 2007) e al Tribunale penale internazionale per l'ex-Jugoslavia (dal 2007).

## Biografia
Figlia di Elza Dolezalova e Pietro Sante Lattanzi, fu internata appena nata in un campo di concentramento inglese in Etiopia insieme con la madre, mentre il padre era internato in Uganda. Fu l'unica bambina sopravvissuta al di sotto dell'età di tre anni e fu rimpatriata nel 1943. Dal 1943 al 1948 rimase in Boemia dove frequentò la scuola nel comune di Svor appartenente al Distretto di Česká Lípa - luogo di origine della famiglia materna - per trasferirsi in Italia, a Ripa (Fagnano Alto), alla fine del 1948, dove frequentò le scuole elementari.

## Carriera
Ha studiato Diritto internazionale presso la Facoltà di Scienze Politiche dell'Università "La Sapienza" di Roma e insegna diritto internazionale all'Università di Roma Tre.
Ha pubblicato monografie, saggi e articoli su temi di diritto internazionale pubblico, organizzazione internazionale, diritto internazionale privato, tutela dei diritti fondamentali della persona.
È stata relatrice in varie conferenze e seminari internazionali sui diritti umani, e ha scritto numerosi libri e articoli sul diritto internazionale, in particolare, sui diritti umani, del diritto umanitario internazionale, diritto internazionale penale, le Nazioni Unite, gli Statuti del Tribunale penale internazionale per il Ruanda (ICTR) e del Tribunale penale internazionale per l'ex-Jugoslavia (ICTY), e la Corte penale internazionale (CPI).
Ha fatto parte della delegazione italiana alla Commissione preparatoria sulla Corte penale internazionale, e poi alla Conferenza di Roma (dove è stato approvato il trattato istitutivo della corte suddetta).
È stata membro della commissione internazionale d'inchiesta sul diritto umanitario internazionale a Ginevra.
Nell'ottobre 2003 è stata nominata giudice Ad Litem del Tribunale penale internazionale per il Ruanda e poi nel luglio 2007 in quello per l'ex-Jugoslavia.
È membro della Société française pour le droit international.

## Scritti
- 1981 Organizzazione dell'Aviazione civile internazionale (The Organization of International Civil Aviation), in Enciclopedia del diritto, XXXI, Milano, 1981, p. 228 ss.
- 1983 L'émergence de l'homme et des peuples dans le droit international contemporain, in Droits de l'homme et des peuples, San Marino, 1983, p. 141 ss.
- Flavia Lattanzi, Garanzie dei diritti dell'uomo nel diritto internazionale generale, Collana Univ.Roma-Ist.diritto internazionale, Giuffrè Editore, Milano, 1984,  p. 528, ISBN 978-88-14001-49-9.
- 1983 Garanzie dei diritti dell'uomo nel diritto internazionale generale (The Human Rights Guarantees in International Law), Giuffrè, Milano, 1983.
- 1987 Autodeterminazione dei popoli (The Principle of Self-determination), in Digesto, IV edizione, UTET, Torino, 1987.
- 1988 Struttura dei rapporti internazionali e limiti dei procedimenti di garanzia istituiti con la Convenzione europea dei diritti dell'uomo (The Structure of International Relations and the Limits of Procedures created by the European Convention on Human Rights), in Le garanzie giurisdizionali dei diritti dell'uomo, a cura di Lorenza Carlassare, Cedam, Padova, 1988, p. 57 ss.
- 1988 Sanzioni internazionali (The International Sanctions), in Enciclopedia del diritto, vol. XLI, p. 536 ss., Milano, 1988.
- Flavia Lattanzi, L'impugnativa per nullità nell'arbitrato commerciale internazionale, Collana Luiss Roma. Studi giuridici, Giuffrè Editore, Milano, 1989,  p. 367, ISBN 978-88-14021-89-3.
- 1994 Assistenza umanitaria e intervento di umanità (Humanitarian Assistance and Humanitarian Intervention), Ed. Provv., Roma, 1994.
- 1995 Assistenza umanitaria e consenso del sovrano territoriale (Humanitarian Assistance and the Consent of Territorial Sovereign), in Studi in ricordo di Antonio Filippo Panzera, vol. I, Bari, 1995, p. 415 ss.
- 1997 Assistenza umanitaria e intervento di umanità (Humanitarian Assistance and Humanitarian Intervention), Giappichelli, Torino, 1997.
- 1998 Rapporti fra giurisdizioni penali internazionali e giurisdizioni penali interne, in Crimini di guerra e competenza delle giurisdizioni nazionali (The Relationships between International Criminal Jurisdictions and National Criminal Jurisdictions, (a cura di PierLuigi Lamberti Zanardi e Gabriella Venturini), Giuffré, Milano, 1998.
- Essays on the Rome Statute of the International Criminal Court (co-editor) Volume I, collana Diritto (n. 1), il Sirente, Fagnano Alto, 1999,  pp. 544 pp, ISBN 978-88-87847-00-0.
- 2000 Consiglio di sicurezza (The Security Council), in Enciclopedia giuridica, 2000.
- The Rome Statute and Domestic Legal Orders: General Aspects and Constitutional Issues, collana Diritto (n. 2), il Sirente, Fagnano Alto, in coedizione con Nomos Verlag, Baden-Baden, 2000,  pp. 288 pp, ISBN 978-88-87847-01-7.
- 2001 The International Criminal Court and National Jurisdictions, in The Rome Statute of the ICC. A Challenge to Impunity (Ed. by Mauro Politi and Giuseppe Nesi), Ashgate, Aldershot, 2001, p. 179 ff.
- 2001 The Notion of Crimes against Humanity in the ICTY and ICTR Practice, in International and National Prosecution of Crimes Under International Law: Current Developments (Ed. by HorstFischer, Claus Kress and Sascha Rolf Lüder), Berlin Verlag Arno Spitz, 2001.
- Essays on the Rome Statute of the International Criminal Court (co-editor) Volume II, collana Diritto (n. 3), il Sirente, Fagnano Alto, 2004,  pp. 368 pp, ISBN 978-88-87847-02-4.
- The Rome Statute and Domestic Legal Orders: Constitutional Issues, Cooperation and Enforcement, collana Diritto (n. 4), il Sirente, Fagnano Alto, in coedizione con Nomos Verlag, Baden-Baden, 2005,  pp. 604 pp, ISBN 978-88-87847-03-1.